# Ravachol
François Claudius Koënigstein (1859-1892), más conocido por Ravachol, fue un anarquista francés que se volvió famoso por sus atentados.

## Infancia y juventud
Hijo de padre holandés (Jean Adam Koënigstein) y madre francesa (Marie Ravachol), nació el 14 de octubre de 1859 en Saint-Chamond (Loire). 
Manteniendo a su familia y viviendo en unas condiciones de grave miseria cultural, Ravachol trabajó en su juventud de cartonero. También tocaba el acordeón en los bailes dominicales de Saint-Étienne. En 1891 Ravachol fue acusado de robo y asesinato a un hombre de 93 años, hecho que lo volvió conocido, ya que además habría tomado los 15 000 francos robados para asistir a las familias de ladrones sentenciados por resistirse a arrestos. También fue acusado de saquear tumbas.

## Influencias teóricas
Muy poco hay documentado acerca de algún aporte teórico de Ravachol, y tampoco sobre sus influencias políticas. De hecho, varios autores lo sitúan como un pobre hombre convertido en «héroe anarquista» por escritores burgueses y románticos de la época. Sus acciones fueron en la práctica, para gran parte del movimiento anarquista, reflejo de un resentimiento social del cual aparentemente era víctima más que un hecho de conciencia política.

No soy nada más que un trabajador sin educación, pero porque he vivido la vida de los pobres, siento más que un rico burgués la iniquidad de sus leyes represivas. ¿Qué le da el derecho a eliminar o bloquear a un hombre que, puesto en la tierra con la necesidad de vivir, se vio obligado a tomar lo que carece para alimentarse a sí mismo?
Ravachol

Se maneja la teoría, por ejemplo por parte del libertario Luigi Fabbri, de que Ravachol estaba fuertemente influido por burgueses franceses que se encontraban en desventaja coyuntural y a quienes les agradaba el romanticismo literario que veían en la inestabilidad política. Ejemplo de ello sería el escritor libertario Octave Mirbeau, entre otros.

## Atentados
Identificado con el movimiento anarquista tras la represión sufrida por el proletariado el 1 de mayo de 1891 en Fourmies, donde una manifestación obrera reivindicativa acabó con más de 14 manifestantes muertos y 40 heridos a manos de las fuerzas del orden, se le atribuye la autoría de tres atentados con dinamita contra representantes del aparato judicial francés.
El 11 de marzo de 1892, puso una bomba en la casa del juez de Clichy, Bulot (conocido por su antianarquismo), y el 27 de marzo en casa del consejero-procurador Benot. También organizó un atentado contra una comisaría de París. Los atentados causaron grandes daños materiales pero no víctimas.
Muchos anarquistas se negaron a concederle un sitio entre ellos, considerándolo un antisocial y no un libertario, hasta el momento de su ejecución y algunos estudiosos le consideran un simple delincuente que tomaría posteriormente la causa anarquista como justificación de sus actos. Sin embargo, sus atentados pueden ubicarse también dentro de la ola de atentados inspirados en un interpretación violentista -o tiranicida, según se quiera ver- de la teoría de la propaganda por el hecho promovida por algunos anarquistas.

## Su muerte
Arrestado en el restaurante Vèry -delatado por el camarero Lhérot- el 30 de marzo de 1892,  se le buscaba por un atentado.[cita requerida] Al siguiente día del comienzo del juicio, una bomba estalló en el restaurante Vèry, un sitio de clase media sin ninguna conexión política, en represalia.
Su proceso se inició el 26 de abril; fue condenado a cadena perpetua por el atentado, y a muerte en un segundo proceso, acusado de tres homicidios pasados. Murió en la guillotina el 11 de julio de 1892 en Montbrison.
Su discurso de defensa fue interrumpido por los jueces momentos al haberse iniciado. Aquí está, íntegro:

Si tomo la palabra, no es para defenderme de los actos de los que se me acusa, ya que sólo la sociedad, que por su organización pone a los hombres en lucha continua los unos contra los otros, es la responsable.
En efecto, no vemos hoy en todas las clases y en todas las profesiones personas que desean, yo no diré la muerte, porqué eso suena mal, pero si la desgracia de sus semejantes, si ésta les puede procurar algún beneficio. Ejemplo: ¿un patrón no desea ver desaparecer un competidor? ¿Todos los comerciantes en general no querrían, y de manera recíproca, ser los únicos en disfrutar de los beneficios que puede conllevar este tipo de ocupación? ¿El obrero sin trabajo no desea, para obtener trabajo, que por un motivo cualquiera el que esté ocupado sea despedido del taller? Pues bien, en una sociedad donde se producen semejantes hechos, no debemos sorprendernos del tipo de actos que se me reprochan, que no son más que la consecuencia lógica de la lucha por la existencia que tienen los hombres que, para vivir, están obligados a usar todo tipo de medios. Y ya que cada uno es para él mismo, el que está en la necesidad no se ve reducido a pensar:
“Pues bien, puesto que esto es así, yo no tengo por que dudar, cuando tengo hambre, en emplear todos los medios a mi alcance, aun y con el riesgo de provocar víctimas! Los patronos cuando despiden a los obreros, se preocupan si se van a morir de hambre? Todos los que tienen beneficios se ocupan de si hay gente que les falta lo necesario?”
Hay ciertamente algunos que prestan ayuda, pero son incapaces de aliviar a todos aquellos que están necesitados y que morirán prematuramente a consecuencia de privaciones de todo tipo, o voluntariamente por los suicidios de todo tipo para poner fin a una existencia miserable y no tener que soportar los rigores del hambre, las vergüenzas y las humillaciones sin número y sin esperanza de verlas acabar. En esta situación se encontró la familia Hayem y la mujer Souhain que dio muerte a sus hijos para no verles sufrir más tiempo, y todas las mujeres que por temor de no poder alimentar a un hijo, no dudan en comprometer su salud y su vida destruyendo en su seno el fruto de sus amores.
Y todas esas cosas pasan en medio de la abundancia de todo tipo de productos. Comprenderíamos que todo esto tuviese lugar en un país donde los productos son escasos, donde hay hambruna. Pero en Francia, donde reina la abundancia, donde las carnicerías rebosan de carne, las panaderías de pan, donde la ropa, el calzado están amontonados en las tiendas, donde hay viviendas vacías! ¿Cómo admitir que todo está bien en la sociedad, cuando se ve tan claramente lo contrario?
Habrá gente que se compadecerá de todas estas víctimas, pero que os dirán que no pueden hacer nada. Que cada uno se espabile como pueda! ¿Qué puede hacer quien le falta lo necesario mientras trabaja, cuando está desocupado? No hay más que dejarse morir de hambre. Entonces se lanzarán algunas palabras de piedad sobre su cadáver. Esto es lo que yo he querido dejar a otros. Yo he preferido hacerme contrabandista, falsificador, ladrón y asesino. Hubiese podido mendigar: pero es degradante y cobarde, y hasta castigado por vuestras leyes que hacen un delito de la miseria. Si todos los necesitados, en lugar de esperar, tomasen donde hay, y no importa con que medio, los satisfechos entenderían quizás más deprisa que hay peligro en querer consagrar el estado social actual, donde la inquietud es permanente y la vida está amenazada a cada instante.
Acabaríamos, sin duda, por comprender más rápidamente que los anarquistas tienen razón cuando dicen que para conseguir tranquilidad moral y física, es necesario destruir las causas que generan los crímenes y los criminales: no es suprimiendo a aquel que, en lugar de morir de una muerte lenta a consecuencia de privaciones que ha tenido y tendrá que soportar, sin esperanzas de verlas acabar, prefiere, si tiene un poco de energía, tomar violentamente aquello que le puede asegurar el bien estar, aun con el riesgo de su muerte, que no es más que un final para sus sufrimientos.
He aquí porqué he cometido los actos que me reprochan y que no son más que la consecuencia lógica del estado bárbaro de una sociedad que no hace más que aumentar el número de sus víctimas por el rigor de sus leyes que se alzan contra los efectos sin jamás tocar las causas; dicen que se tiene que ser cruel para matar a un semejante, pero los que hablan así no ven que decidimos hacerlo tan solo para evitarnos la muerte a nosotros mismos.
Igualmente, ustedes, señores jueces, que sin duda me vais a condenar a la pena de muerte, porque creeréis que es una necesidad y que mi desaparición será una satisfacción para vosotros que tenéis horror de ver fluir la sangre humana, pero que, cuando creéis que será útil derramarla para asegurar la seguridad de vuestra existencia, no dudareis más que yo en hacerlo, con la diferencia que vosotros lo haréis sin correr ningún riesgo, mientras que, yo actué poniendo en riesgo y peligro mi libertad y mi vida.
Bien, señores, hay más criminales para juzgar, pero las causas del crimen no se destruyen. Creando los artículos del código, los legisladores han olvidado que ellos no atacan las causas sino simplemente los efectos, y, entonces, no destruyen de ninguna manera el crimen; en verdad las causas siguen existiendo y, por tanto, los efectos todavía se desencadenarán. Siempre habrá criminales, aunque destruyáis uno, mañana nacerán diez.
¿Qué hacer entonces? Destruir la miseria, este germen de crimen, asegurando a cada cual la satisfacción de todas sus necesidades! Y cuan difícil es de realizar! Sería suficiente establecer la sociedad sobre nuevas bases donde todo estaría en común, y donde cada uno produciendo según sus aptitudes y sus fuerzas, podría consumir según sus necesidades. De esta manera no veremos más gente como en el ermitaño de Notre-Dame-de-Grâce, mendigando un metal del que se vuelven esclavos y víctimas! No veremos a más mujeres ceder sus cuerpos, como una vulgar mercancía, a cambio de ese mismo metal que nos impide bastante a menudo reconocer si el afecto es realmente sincero. No veremos a más hombres como Pranzini, Prado, Berland, Anastay y otros que, por obtener ese mismo metal llegan a dar muerte! Esto demuestra claramente que la causa de todos los crímenes es siempre la misma y que hay que ser realmente insensato para no verla.
Sí, lo repito: es la sociedad quien hace los criminales, y vosotros, jueces, en lugar de golpearlos, deberíais usar vuestra inteligencia y vuestras fuerzas para transformar la sociedad. De golpe suprimiríais todos los crímenes; y vuestra obra, atacando las causas, sería más grande y más fecunda que vuestra justicia que se limita a castigar sus efectos.
Yo no soy más que un obrero sin instrucción, pero porque he vivido la existencia de los miserables, siento más que un rico burgués la inequidad de vuestras leyes represivas. ¿De dónde tomáis el derecho a matar o encerrar a un hombre que, puesto sobre la tierra con la necesidad de vivir, se ha visto en la necesidad de tomar aquello que le faltaba para alimentarse?
Yo he trabajado para vivir y hacer vivir a los míos; hasta tal punto que ni yo ni los míos hemos sufrido demasiado. Me he mantenido lo que vosotros llamáis honesto. Después el trabajo faltó, y con el paro vino el hambre. Es entonces cuando esta gran ley de la naturaleza, esta voz imperiosa que no admite réplica: el instinto de conservación me empujó a cometer ciertos crímenes y delitos que ustedes me reprochan y de los que reconozco ser el autor.
Júzguenme, señores jueces, pero si me han comprendido, juzgándome juzgan todas las desdichas que la miseria, aliada a la ferocidad natural, ha hecho criminales, cuando la riqueza con la misma facilidad hubiese hecho honestos hombres! Una sociedad inteligente no hubiese hecho hombres pobres, y por tanto criminales, ni hombres ricos, y por tanto honestos, sino simplemente hombres*..
Ravachol

El 9 de diciembre de 1893, en solidaridad con François, Auguste Vaillant arrojó una bomba en la Cámara de Diputados francesa en venganza. En 1894 fue detenido y condenado a muerte por guillotina.

## Después de su muerte

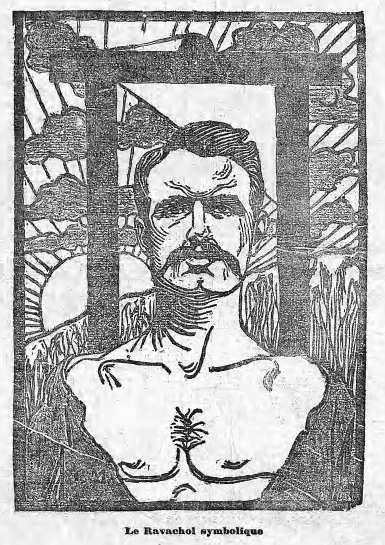
Retrato idealizado de Ravachol.

Ravachol se convirtió posteriormente en un icono idealizado de la revuelta. Su memoria se prolongó en numerosas canciones de la época y en textos de algunos sectores del movimiento anarquista que varían desde la idealización estética hasta la ironía). Aunque es en el mundo literario de finales del siglo XIX, sin relación formal al anarquismo, donde se encontraron sus mayores apologías.
Décadas después, Jean Maitron escribió un libro titulado Ravachol y los anarquistas; en el libro habla ampliamente de la relación entre la figura de Ravachol y los anarquistas.
En el cómic Tintin, original en francés, puede notarse que «Ravachol» es usado en varias ocasiones a modo de insulto por el capitán Haddock.
A dos ciudades en el videojuego Disco Elysium, Revachol and Koenigstein, se les dio el nombre en memoria de Ravachol.